# Bistum Fengxiang
Das Bistum Fengxiang (lat.: Dioecesis Fomsiamensis) ist eine in der Volksrepublik China gelegene römisch-katholische Diözese mit Sitz in Fengxiang.

## Geschichte

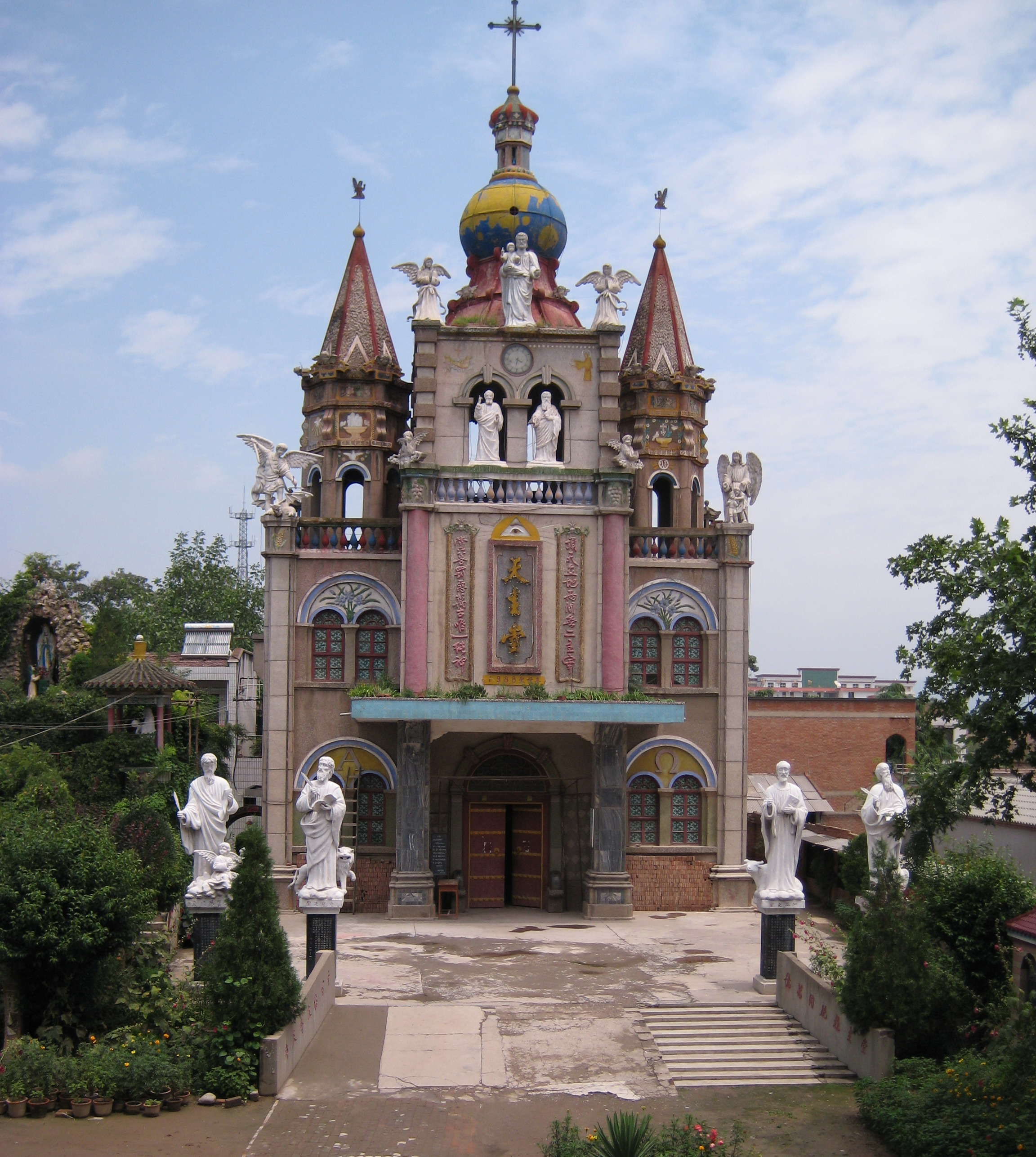
Kathedrale St. Joseph in Fengxiang

Das Bistum Fengxiang wurde am 15. November 1932 durch Papst Pius XI. mit der Apostolischen Konstitution Ex Apostolico munere aus Gebietsabtretungen des Apostolischen Vikariates Xi’an als Apostolische Präfektur Fengxiang errichtet. Die Apostolische Präfektur Fengxiang wurde am 9. Juni 1942 durch Papst Pius XII. zum Apostolischen Vikariat erhoben.
Das Apostolische Vikariat Fengxiang wurde am 11. April 1946 durch Pius XII. mit der Apostolischen Konstitution Quotidie Nos zum Bistum erhoben und dem Erzbistum Xi’an als Suffraganbistum unterstellt.

## Ordinarien

### Apostolische Präfekten von Fengxiang
- Sylvester Philip Wang Tao-nan OFM, 1933–1942

### Apostolische Vikare von Fengxiang
- Sylvester Philip Wang Tao-nan OFM, 1942–1946

### Bischöfe von Fengxiang
- Sylvester Philip Wang Tao-nan OFM, 1946–1949
- Anthony Chow Wei-tao OFM, 1950–1979
- Sedisvakanz, 1979 – 2018
- Peter Li Huiyuan, ab 22. September 2018 vom Vatikan anerkannt